# Bromheadia pulchra
Bromheadia pulchra är en orkidéart som beskrevs av Rudolf Schlechter. Bromheadia pulchra ingår i släktet Bromheadia och familjen orkidéer. Inga underarter finns listade i Catalogue of Life.

## Bildgalleri

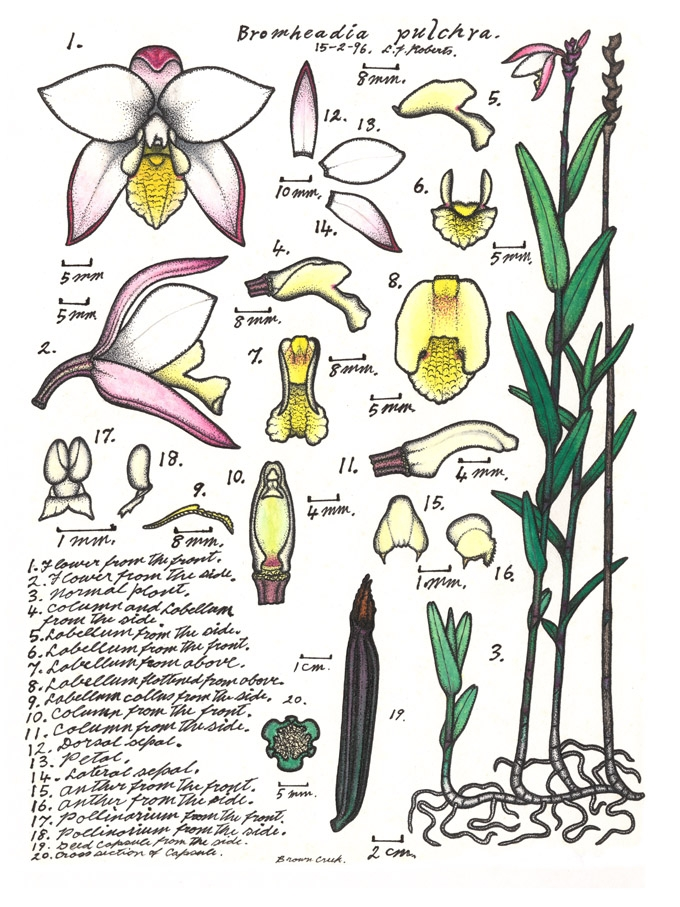
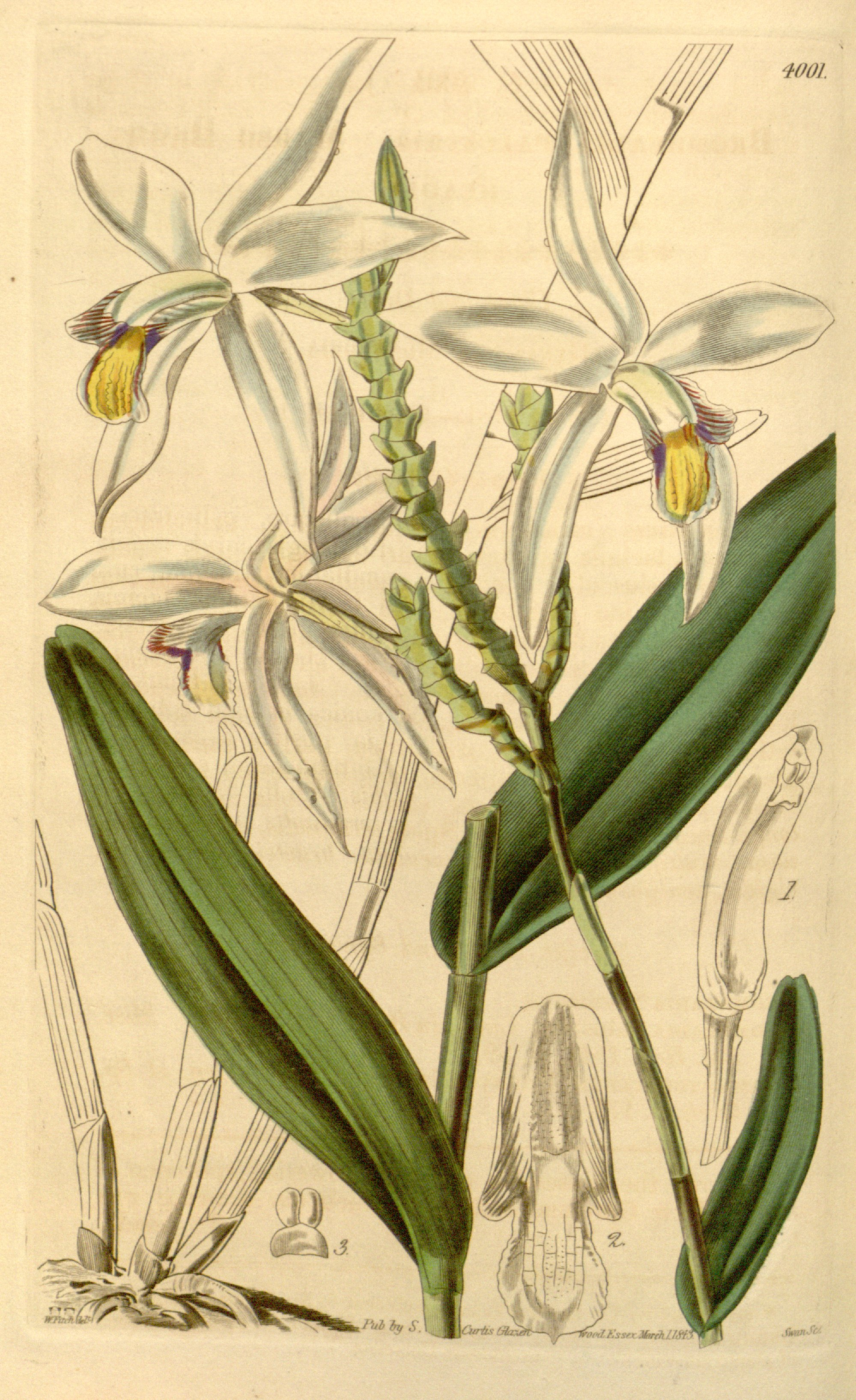